# Шпиц, Иллеш
Иллеш Шпиц (венг. Spitz Illés; 2 февраля 1902, Будапешт — 1 октября 1961, Скопье) — венгерский футболист, игравший на позиции нападающего, по завершении карьеры игрока — футбольный тренер. Известный по выступлениям за клуб «Уйпешт», а также национальную сборную Венгрии. Как тренер достиг наибольших успехов, работая с югославским клубом «Партизан».

## Клубная карьера
Начинал карьеру в клубе «Немзети» из Будапешта, с которым впервые выступал в элитном венгерском дивизионе в сезоне 1919/20 годов. В 1924 году вновь пробился с командой в Лигу 1 чемпионата Венгрии. Следующие два сезона команда завершила на шестом и пятом месте. Шпитц был ведущим игроком клуба, о чём свидетельствуют вызовы в национальную сборную, где он, являясь игроком «Немзети» провёл два матча. В 1927 году Шпитц был приглашён в состав одного из лидеров чемпионата — клуб «Уйпешт».
В составе «Уйпешта» выступал до 1934 года, застав один из самых успешных периодов в истории клуба. Играл преимущественно на позиции левого инсайда в тогдашней схеме с пятью нападающими, которую использовали почти все команды мира. В 1930 году завоевал с клубом первый в его истории титул чемпиона страны, отыграв 19 матчей, в которых забил 15 мячей. Через год команда вновь стала чемпионом, а на счету Шпица было 14 голов в 21 матче чемпионата.
В 1929 году Иллеш выиграл с командой Кубок Митропы, турнир для сильнейших клубов Центральной Европы. В первом финальном матче против пражской «Славии», который завершился победой венгров 5:1, отличился двумя забитыми голами. Ответный матч принес ничью 2:2. Всего в Кубке Митропы на счету игрока 8 матчей и 3 гола в 1929—1932 годах .
«Уйпешт» и «Славия» через год снова встретились в финале международного турнира — Кубка Наций. Эти соревнования состоялись в Женеве во время проведения Чемпионата мира в Уругвае. В кубке принимали участие чемпионы или обладатели кубков большинства ведущих в футбольном плане континентальных стран Европы. «Уйпешт» поочередно переиграл испанский «Реал Унион» (3:1), нидерландский «Гоу Эгед» (7:0), швейцарский «Серветт» (3:0) и «Славию» в финале (3:0).
После «Уйпешта» выступал в течение двух лет в Швейцарии в составе клубов «Санкт-Галлен» и «Цюрих».

## Выступления за сборную
18 января 1925 года дебютировал в официальных матчах в составе национальной сборной Венгрии в игре против сборной Италии (2: 1), сразу же отметился забитым голом на двадцать седьмой минуте матча. Ещё один матч сыграл в 1926 году, после чего не вызывался в сборную до 1931 года. В течение 1931 года сыграл 4 матча и отметился двумя голами. Принимал участие в матчах второго розыгрыша Кубка Центральной Европы.

## Тренерская карьера
Вся тренерская карьера Шпица прошла в Югославии. Первым его клубом был «Хайдук» из города Сплит. Во время Второй мировой войны работал в командах «Граджянски» (Скопье), «Раднички» (Белград).
В марте 1943 года Шпиц был депортирован, из аннексированной Болгарией Вардарской бановины, как еврей в концентрационный лагерь в Треблинке. Однако его спасли менеджеры клуба «Македония» (Скопье), который он тогда тренировал, Димитар Чкатров и Димитар Гюзелов. Они немедленно приняли меры после его ареста, и Шпиц был снят с поезда возле Сурдулицы.
Наибольшее тренерского успеха Шпитц достиг в белградском клубе «Партизан». В течение 1946—1955 годов дважды с командой становился чемпионом страны и три раза обладателем национального кубка.
Последним клубом для тренера стал «Вардар». Шпитц был причастен к первому значительного успеха клуба, когда «Вардар» в 1961 году, выступая во второй югославской лиге, стал обладателем Кубка страны. В решающих матчах турнира и в самом финале, тренером команды был другой венгерский специалист Анталь Лика, который сменил Иллеша Шпица, который 1 октября 1961 во время матча «Вардар» — ОФК Белград скончался от сердечного приступа.

## Достижения

### Как игрока
- Обладатель Кубка Митропы: 1929
- Чемпион Венгрии (2): 1929/30, 1930/31
- Обладатель Кубка Наций 1930

### Как тренера
- Чемпион Югославии (2): 1946/47, 1948/49
- Обладатель Кубка Югославии (3): 1947, 1952, 1954